# Josefa Llanes Escoda
Josefa Llanes Escoda, född 1898, död 1945, var en filippinsk rösträttsaktivist. 
Nedslagskratern Escoda på planeten Venus är uppkallad efter henne.